# Distrito de Alto Bosque del Spree-Lusacia
El Distrito de Alto Bosque del Spree-Lusacia (en alemán: Landkreis Oberspreewald-Lausitz; en bajo sórabo: Wokrejs Gorne Błota-Łužyca; en alto sorabo: Wokrjes Hornjo Błota-Łužica) es un Landkreis (distrito) ubicado en la parte meridional del estado federal de Brandeburgo (Alemania). Los municipios vecinos ubicados al oeste del Alto Bosque del Spree-Lusacia corresponden al distrito de Elba-Elster, al norte limita con el distrito de Dahme-Bosque del Spree, al este tiene frontera con el distrito de Spree-Neiße y al sur con los distritos sajones de Kamenz y Riesa-Großenhain. La capital de distrito es la ciudad de Senftenberg.

## Geografía
El distrito de Alto Bosque del Spree-Lusacia se ubica al sur del estado federal de Brandeburgo y posee una altura media todo el territorio entre los 56 hasta los 201 metros sobre el nivel del mar. La montaña más alta del distrito es el Kutschenberg con una altitud de 201 NN en las cercanías de la ciudad de Brandeburgo. El bosque del Spree y la región histórica de Lusacia le dan su nombre.

## Historia
Hasta el año 1945 el territorio del distrito de Alto Bosque del Spree-Lusacia correspondía a la época prusiana de los extintos distrito de Hoyerswerda, distrito de Calau y distrito de Bad Liebenwerda; posteriormente (en el año 1952) se añadieron municipios procedentes de partes de distrito de Senftenberg.

## Composición del distrito
Tras la reforma del distrito en el año 2003 se mantuvo la composición de 25 municipios, y 9 ciudades. Seis municipios son bilingües (alemán, bajo sorbio) y permiten la denominación oficial en ambos idiomas. (Habitantes a 31 de diciembre de 2005)
| Ciudades ¹ Libres de amtsangehörige Städte 1. Calau ↔ Kalawa (9.222) 2. Großräschen (11.335) 3. Lauchhammer (18.697) 4. Lübbenau/Spreewald ↔ Lubnjow/Błota (17.808) 5. Ortrand ¹ (2.504) 6. Ruhland ¹ (4.106) 7. Schwarzheide (6.555) 8. Senftenberg (28.774) 9. Vetschau/Spreewald ↔ Wětošow/Błota (9.616) Municipios (gemeinde) 1. Schipkau (7.605) | Unión de municipios/ciudades 1. Altdöbern ↔ Stara Darbnja (7.172) 1. Altdöbern ↔ Stara Darbnja (2.977) 2. Bronkow (692) 3. Luckaitztal ↔ Łukajcański doł (961) 4. Neupetershain ↔ Nowe Wiki (1.613) 5. Neu-Seeland (929) 2. Ortrand (7.004) 1. Frauendorf (798) 2. Großkmehlen (1.286) 3. Kroppen (762) 4. Lindenau (773) 5. Ortrand (Stadt) (2.504) 6. Tettau (881) 3. Ruhland (8.244) 1. Grünewald (635) 2. Guteborn (624) 3. Hermsdorf (924) 4. Hohenbocka (1.177) 5. Ruhland (Stadt) (4.106) 6. Schwarzbach (778) |